# Bartosz Krzysiek
Bartosz Krzysiek est un joueur polonais de volley-ball né le 19 février 1990 à Varsovie (voïvodie de Mazovie). Il mesure 2,08 m et joue attaquant. Il est international polonais.

## Clubs
| Club        | De        | À |
| ----------- | --------- | - |
| AZS Olsztyn | 2011-2012 | … |

## Palmarès
Néant.